# Cupa EHF Feminin 2019-2020 - fazele eliminatorii
Acest articol descrie fazele eliminatorii ale Cupei EHF Feminin 2019-2020.

## Echipele calificate
În această fază s-au calificat echipele care au terminat pe primele două locuri în fiecare din cele patru grupe preliminare:
| De pe locul 1 din grupă | De pe locul 2 din grupă |
| ----------------------- | ----------------------- |
| Thüringer HC            | Kastamonu GSK           |
| Siófok KC               | RK Podravka             |
| Odense Håndbold         | CS Gloria 2018          |
| Herning-Ikast Håndbold  | GK Lada                 |

## Format
În sferturile de finală fiecare echipă clasată pe primul loc într-o grupă preliminară a jucat împotriva unei echipe clasate pe locul al doilea în altă grupă preliminară. Partidele s-au desfășurat în sistem tur-retur. Tragerea la sorți pentru stabilirea meciurilor din sferturile de finală a avut loc pe 11 februarie 2020, de la ora locală 11:00, la sediul EHF din Viena.
Câștigătoarele sferturilor de finală au avansat în semifinalele competiției.

### Distribuția în urnele valorice
Cele 8 echipe calificate în sferturile de finală au fost distribuite în 2 urne valorice: echipele care au terminat faza grupelor pe primul loc în urna 1, iar cele care au terminat pe locul al doilea în urna a 2-a.
| Urna 1                                                                | Urna a 2-a                                               |
| --------------------------------------------------------------------- | -------------------------------------------------------- |
| - Thüringer HC - Siófok KC - Odense Håndbold - Herning-Ikast Håndbold | - Kastamonu GSK - RK Podravka - CS Gloria 2018 - GK Lada |

În urma tragerii la sorți au rezultat următoarele sferturi de finală:

## Sferturile de finală
| Echipa 1       | Scor gen. | Echipa 2               | Tur     | Retur   |
| -------------- | --------- | ---------------------- | ------- | ------- |
| GK Lada        | 61 – 62   | Odense Håndbold        | 31 – 28 | 30 – 34 |
| Kastamonu GSK  | 49 – 78   | Siófok KC              | 29 – 38 | 20 – 40 |
| CS Gloria 2018 | 52 – 57   | Herning-Ikast Håndbold | 26 – 29 | 26 – 28 |
| RK Podravka    | 61 – 51   | Thüringer HC           | 27 – 23 | 34 – 28 |

| 29 februarie 2020 17:00 | GK Lada        | 31 – 28 | Odense Håndbold | Sportkomplex USK „Olimp”, Toliatti Asistență: 2.350 Arbitri: Năstase, Stancu |
| 29 februarie 2020 17:00 | Șamanovskaia 8 | (15–14) | Bakkerud 7      | Sportkomplex USK „Olimp”, Toliatti Asistență: 2.350 Arbitri: Năstase, Stancu |
| 29 februarie 2020 17:00 | 3× 2×          | Cronica | 3× 2×           | Sportkomplex USK „Olimp”, Toliatti Asistență: 2.350 Arbitri: Năstase, Stancu |

| 1 martie 2020 15:00 | RK Podravka | 27 – 23 | Thüringer HC          | Sportska dvorana „Fran Galović”, Koprivnica Asistență: 2.080 Arbitri: Alpaidze, Berezkina |
| 1 martie 2020 15:00 | Tsàkalou 9  | (15–12) | Scheffknecht, Lopes 6 | Sportska dvorana „Fran Galović”, Koprivnica Asistență: 2.080 Arbitri: Alpaidze, Berezkina |
| 1 martie 2020 15:00 | 6× 2×       | Cronica | 4× 1×                 | Sportska dvorana „Fran Galović”, Koprivnica Asistență: 2.080 Arbitri: Alpaidze, Berezkina |

| 1 martie 2020 16:00 | Kastamonu GSK | 29 – 38 | Siófok KC | Atatürk Spor Salonu, Kastamonu Asistență: 1.750 Arbitri: Xhema, Jahja |
| 1 martie 2020 16:00 | İskit 10      | (12–24) | Aoustin 8 | Atatürk Spor Salonu, Kastamonu Asistență: 1.750 Arbitri: Xhema, Jahja |
| 1 martie 2020 16:00 | 3× 2×         | Cronica | 1×        | Atatürk Spor Salonu, Kastamonu Asistență: 1.750 Arbitri: Xhema, Jahja |

| 1 martie 2020 18:00 | CS Gloria 2018  | 26 – 29 | Herning-Ikast Håndbold | Sala Polivalentă, Bistrița Asistență: 950 Arbitri: Tzaferopoulos, Bethmann |
| 1 martie 2020 18:00 | Ardean-Elisei 9 | (13–10) | Fauske, Friis 6        | Sala Polivalentă, Bistrița Asistență: 950 Arbitri: Tzaferopoulos, Bethmann |
| 1 martie 2020 18:00 | 1× 3×           | Cronica | 4× 2×                  | Sala Polivalentă, Bistrița Asistență: 950 Arbitri: Tzaferopoulos, Bethmann |

| 7 martie 2020 18:00 | Siófok KC          | 40 – 20 | Kastamonu GSK        | Kiss Szilárd Sportcsarnok, Siófok Asistență: 1.185 Arbitri: Braseth, Sundet |
| 7 martie 2020 18:00 | Hársfalvi, Ježić 6 | (19–10) | İskenderoğlu, Özel 6 | Kiss Szilárd Sportcsarnok, Siófok Asistență: 1.185 Arbitri: Braseth, Sundet |
| 7 martie 2020 18:00 | 2× 1×              | Cronica | 5× 1×                | Kiss Szilárd Sportcsarnok, Siófok Asistență: 1.185 Arbitri: Braseth, Sundet |

| 8 martie 2020 14:00 | Thüringer HC | 28 – 34 | RK Podravka        | Wiedigsburghalle, Nordhausen Asistență: 1.300 Arbitri: Budzák, Záhradník |
| 8 martie 2020 14:00 | Bölk 9       | (15–17) | Mugoša, Tsàkalou 6 | Wiedigsburghalle, Nordhausen Asistență: 1.300 Arbitri: Budzák, Záhradník |
| 8 martie 2020 14:00 | 3× 1×        | Cronica | 5× 3×              | Wiedigsburghalle, Nordhausen Asistență: 1.300 Arbitri: Budzák, Záhradník |

| 8 martie 2020 15:00 | Odense Håndbold | 34 – 30 | GK Lada                   | Odense Idrætshal, Odense Asistență: 0 (din motive de carantină) Arbitri: Di Domenico, Fornasier |
| 8 martie 2020 15:00 | Bakkerud 7      | (20–16) | Kirdiașeva, Șamanuskaia 6 | Odense Idrætshal, Odense Asistență: 0 (din motive de carantină) Arbitri: Di Domenico, Fornasier |
| 8 martie 2020 15:00 | 1× 2×           | Cronica | 3× 2×                     | Odense Idrætshal, Odense Asistență: 0 (din motive de carantină) Arbitri: Di Domenico, Fornasier |

| 8 martie 2020 15:30 | Herning-Ikast Håndbold | 28 – 26 | CS Gloria 2018 | IBF Arena, Ikast Asistență: 0 (din motive de carantină) Arbitri: Mitrović, Kažanegra |
| 8 martie 2020 15:30 | Kristiansen 9          | (12–15) | Dincă 7        | IBF Arena, Ikast Asistență: 0 (din motive de carantină) Arbitri: Mitrović, Kažanegra |
| 8 martie 2020 15:30 | 4× 2×                  | Cronica | 3× 1×          | IBF Arena, Ikast Asistență: 0 (din motive de carantină) Arbitri: Mitrović, Kažanegra |

## Semifinalele
Pe 24 aprilie 2020, Federația Europeană de Handbal a anunțat că meciurile rămase de disputat din semifinalele și finala ediției 2019–2020 a Cupei EHF au fost anulate din cauza gravei pandemii de coronaviroză.
| Echipa 1               | Scor gen. | Echipa 2    | Tur | Retur |
| ---------------------- | --------- | ----------- | --- | ----- |
| Odense Håndbold        | –         | Siófok KC   | –   | –     |
| Herning-Ikast Håndbold | –         | RK Podravka | –   | –     |

| 4–5 aprilie 2020 | Odense Håndbold | Anulat | Siófok KC | Odense Idrætshal, Odense |
| 4–5 aprilie 2020 | Cronica         |        |           | Odense Idrætshal, Odense |
| 4–5 aprilie 2020 |                 |        |           | Odense Idrætshal, Odense |

| 4–5 aprilie 2020 | Herning-Ikast Håndbold | Anulat | RK Podravka | IBF Arena, Ikast |
| 4–5 aprilie 2020 | Cronica                |        |             | IBF Arena, Ikast |
| 4–5 aprilie 2020 |                        |        |             | IBF Arena, Ikast |

| 11–12 aprilie 2020 | Siófok KC | Anulat | Odense Håndbold | Kiss Szilárd Aréna, Siófok |
| 11–12 aprilie 2020 | Cronica   |        |                 | Kiss Szilárd Aréna, Siófok |
| 11–12 aprilie 2020 |           |        |                 | Kiss Szilárd Aréna, Siófok |

| 11–12 aprilie 2020 | RK Podravka | Anulat | Herning-Ikast Håndbold | Sportska dvorana „Fran Galović”, Koprivnica |
| 11–12 aprilie 2020 | Cronica     |        |                        | Sportska dvorana „Fran Galović”, Koprivnica |
| 11–12 aprilie 2020 |             |        |                        | Sportska dvorana „Fran Galović”, Koprivnica |

## Finala
| 2–3 mai 2020 | '       | Anulat | ' |  |
| 2–3 mai 2020 | Cronica |        |   |  |
| 2–3 mai 2020 |         |        |   |  |

| 9–10 mai 2020 | '       | Anulat | ' |  |
| 9–10 mai 2020 | Cronica |        |   |  |
| 9–10 mai 2020 |         |        |   |  |